# Oketo
Oketo és una població dels Estats Units a l'estat de Kansas. Segons el cens del 2000 tenia 87 habitants.

## Demografia
Segons el cens del 2000, Oketo tenia 87 habitants, 41 habitatges, i 28 famílies. La densitat de població era de 305,4 habitants/km².
Dels 41 habitatges en un 24,4% hi vivien nens de menys de 18 anys, en un 61% hi vivien parelles casades, en un 7,3% dones solteres, i en un 31,7% no eren unitats familiars. En el 29,3% dels habitatges hi vivien persones soles el 12,2% de les quals corresponia a persones de 65 anys o més que vivien soles. El nombre mitjà de persones vivint en cada habitatge era de 2,12 i el nombre mitjà de persones que vivien en cada família era de 2,57.
Per edats la població es repartia de la següent manera: un 20,7% tenia menys de 18 anys, un 2,3% entre 18 i 24, un 29,9% entre 25 i 44, un 23% de 45 a 60 i un 24,1% 65 anys o més.
L'edat mediana era de 44 anys. Per cada 100 dones de 18 o més anys hi havia 97,1 homes.
La renda mediana per habitatge era de 26.667 $ i la renda mediana per família de 30.893 $. Els homes tenien una renda mediana de 26.042 $ mentre que les dones 20.833 $. La renda per capita de la població era de 16.862 $. Entorn del 8,7% de les famílies i el 9,5% de la població estaven per davall del llindar de pobresa.

## Poblacions més properes
El següent diagrama mostra les poblacions més properes.